# 5.º Escuadrón de la RAF (Reino Unido)
El 5.º Escuadrón de la Real Fuerza Aérea británica, es el operador de los nuevos aviones Sentinel R1, en el marco del programa Airborne STand-Off Radar (ASTOR), en la base de la RAF en Waddington.

## Historia
Se formó en Farnborough el 26 de julio de 1913, como el 5.º escuadrón de la Royal Flying Corps, y tras el estallido de la Primera Guerra Mundial, fue asignado a Francia el 15 de agosto, equipado con una variedad de tipo de aeronaves, para llevar a cabo tareas de reconocimiento para la Fuerza Expedicionaria Británica. Voló por primera vez durante la misión el 21 de agosto, y al día siguiente, un avión Avro 504 del 5..º escuadrón fue el primer avión británico en ser derribado, y de su tripulación, el teniente segundo Vincent Waterfall y el navegante Teniente Charles George Gordon Bayly, murieron en el combate.
El 5.º escuadrón utilizó aviones B.E.2 de la Real Fábrica de Aviones, especializado como observadores para artillería, y en mayo de 1917 fue re-equipamiento con aviones R.E.8, también de la Real Fábrica de Aviones, y trabajando en estrecha colaboración con el cuerpo del ejército canadiense, hasta el final de la guerra; y en 1919, se trasladó a Alemania, como parte del ejército de ocupación. (por su asociación con el cuerpo del ejército canadiense, se explica la incorporación de la hoja de arce en las insignias del escuadrón, tan pronto como fue aprobado en junio de 1937.)
A partir de entonces en 1920, la escuadrilla fue reformada, trasladándose a Quetta, India (ahora la parte de Pakistán). Allí siguió trabajando en tarea de cooperación aérea con el ejército, en la frontera noroeste. De 1920 a 1941 ellos tuvieron una serie de aviones: Bristol F.2 Fighter, Westland Wapiti, Hawker Hart y Hawker Audax. En 1942 ellos recibieron aviones norteamericanos Mohawks, y realizó operaciones como escolta de bombarderos Blenheim sobre el noroeste de Birmania. posteriormente sus aviones fueron sustituidos a su turno por Hawker Hurricane y P-47 Thunderbolt. En febrero de 1946, el 5.º escuadrón recibiría la segunda generación de aviones Tempest, pero el 1 de agosto de 1947 el escuadrón sería disuelto.
El 11 de febrero de 1949 se reconstituyó en Gales, con tareas de remolque y asistencia, pero en 1951, el escuadrón se trasladó a Alemania, volando aviones de Havilland Vampire y su sucesor, el Venom. El escuadrón formaba parte de la defensa en 1957, pero en 1959, fue reasignado a tareas de combates nocturnos, con asiento en la base de la RAF en Laarbruch, Alemania, volando primero aviones Gloster Meteor NF.11, y luego re-equipado con Gloster Javelin. En 1965, fue trasladado a la base de la RAF en Binbrook, con aviones interceptores English Electric Lightning, manteniéndolos hasta el año 1987. Desde entonces y hasta 2003, año de disolución del escuadrón, operó en la base de la RAF en Coningsby, volando aviones Tornado F3, y con este avión, fue el primer escuadrón de la RAF (acompañado por el 29.º Escuadrón) que despegaron como parte de la contribución del Reino Unido a la Guerra del Golfo. Fue ractivado el 1 de abril de 2004.
El 26 de mayo de 2004, empezaría a utilizar aviones Sentinel R1. El sistema ASSTOR entró oficialmente en Servicio con el 5.º escuadrón, el 1 de diciembre de 2008. Se esperaba que tuviera plena capacidad de operación para finales de 2010.
Los nuevos aviones equipados con radar, proveen tareas de vigilancia en el campo de batalla y en tierra para el ejército británico, papel similar que cumplen los aviones estadounidense JSTARS para el ejército norteamericano.
A partir de 2009, la escuadra también operó cuatro aviones Shadow R1, basados en aviones Beechcraft King Air 350. Estos fueron transferidos al 14.º Escuadrón en 2011.